# 11681 Ortner
11681 Ortner eller 1998 EP6 är en asteroid i huvudbältet som upptäcktes den 1 mars 1998 av OCA–DLR Asteroid Survey (ODAS). Den är uppkallad efter Johannes Ortner.
Asteroiden har en diameter på ungefär 4 kilometer.